# Campiña (Lubre)
Campiña (en gallego y oficialmente, A Campiña)  es una aldea española situada en la parroquia de Lubre, del municipio de Bergondo, en la provincia de La Coruña, Galicia.

## Demografía
| Gráfica de evolución demográfica de A Campiña entre 2000 y 2018 |
|                                                                 |
| Datos según el nomenclátor publicado por el INE.                |